# Ami Suzuki
Pour les articles homonymes, voir Suzuki (homonymie).
Ami Suzuki (鈴木亜美, Suzuki Ami) également appelée Amigo ou Ami-Go (あみーゴ), née le 9 février 1982 à Zama, dans la Préfecture de Kanagawa, est une chanteuse et actrice, ex-idole japonaise des années 1990. En 2000, Suzuki fait face à des problèmes judiciaires à cause de sa société de management qui sera blacklistée de l'industrie du divertissement. Suzuki tente de relancer sa carrière en sortant deux singles indépendants avant de signer au label Avex Trax en 2005. Elle publie Delightful, un morceau dance qui se classe troisième de l'Oricon. Depuis son apparition dans le film Rainbow Song, Suzuki se popularise dans le cinéma, apparaissant dans des séries et émissions télévisées,.

## Biographie

### Asayanet débuts (1998)
Ami débute en 1998 en participant à un concours de chant télévisé pour l'émission Asayan. L'émission télévisée se popularise très vite au Japon, et l'audience ne fait que s'accroitre ; sa popularité est telle qu'elle est diffusée dans d'autres pays asiatiques. Sur 13 000 participants, seules cinq filles sont sélectionnées pour la finale, et une Suzuki, âgée de 15 ans, remporte le concours soutenue par 802 157 appels du public. Elle explique plus tard être restée naturelle, contrairement aux autres participantes qui ont répétées durement.
Sony Music la signe au label, et le producteur Tetsuya Komuro propulse sa carrière en produisant tous ses morceaux. Son premier single, Love the Island est publié le 1er juillet 1998. Le morceau aide à promouvoir les îles de Guam, et Suzuki participe en personne aux publicités. Le single est un succès et débute cinquième de l'Oricon. Le 17 septembre 1998, son deuxième morceau, Alone in My Room, est publié. En octobre 1998, Suzuki lance sa propre émission sur NHK Radio intitulée Run! Run! Ami-Go!. Elle signe un contrat avec la marque japonaise Kissmark afin de la promouvoir dans toute l'Asie.

### Succès et chute (1999–2001)
Ami devient, à la fin des années 1990, l'une des chanteuses japonaises ayant le plus de succès, et vend plus de 8 500 000 albums et singles entre 1998 et 2001[réf. nécessaire]. Son premier album éponyme, écrit et produit par Komuro, devient un vrai phénomène de société avec un style de musique pop considéré comme correspondant parfaitement à la société japonaise de l'époque. En 1999, Ami concourt face à Ayumi Hamasaki pour la première place des charts nationaux. Ayumi sort son neuvième single, Boys and Girls. Ami parmi à se classer pour la première fois en pole position de l'Oricon laissant Ayumi seconde. Son prochain single, Our Days, atteint aussi la première place cette même année.
Mais à la suite de problèmes financiers avec son agence soupçonnée d'escroquer ses artistes, les parents d'Ami Suzuki décident de l'attaquer en justice. Les documents de la court révèlent qu'AG Communication ne payait pas assez Ami pour ses œuvres musicales à ses débuts : malgré huit grandes ventes cette année, Suzuki ne gagnait que $1 500 le mois, et un petit plus de 0,4% de royalty pour les CD, puis jusqu'à $9 780 et 0,55% en 1999 Ils gagnent ce procès, mais en contre-partie la carrière de l'artiste s'arrête subitement au sommet de sa gloire fin 2000, Sony Music cassant son contrat et aucune autre maison de disques n'acceptant de la reprendre. Désormais exclue de tous les événements musicaux, Ami Suzuki pour beaucoup fait son temps, à la suite du scandale médiatique du procès qui a terni son image.

### Indépendance (2004–2006)
À l'aide de l'argent qu'elle gagne durant le procès, elle monte fin 2004 son propre label discographique Amity pour produire le single indépendant Forever Love. Celui-ci passe inaperçu (avec uniquement 17 000 exemplaires vendus), mais les représentants de la maison de disques Avex Trax sont intéressés par l'artiste et lui proposent un contrat.
Ne sachant pas comment le public accueillera l'artiste, Avex décide de proposer un titre, écrit par Ami, en téléchargement payant. Hopeful, titre à la limite de la techno et de la trance, attire le public. Grâce à ces résultats encourageants, la carrière d'Ami chez Avex Trax débute officiellement le 24 mars 2005 avec un premier single, Delightful. Le nouveau style d'Ami est beaucoup moins commercial que le précédent, mais il lui correspond davantage, Delightful est dans la même lignée que Hopeful, titre dynamique et electro. Avec 97 000 exemplaires vendus et la 2e place de l'oricon, Ami Suzuki retrouve sa place sur le marché du disque japonais.
Ami enchaîne alors les singles avec Eventful, 3e titre techno de la chanteuse, vendu à 40 000 exemplaires, puis Negaigoto, ballade illustrant l'histoire d'Ami, dont seuls 22 000 exemplaires trouveront preneurs. Elle renouvelle également l'expérience du téléchargement payant avec For Yourself, titre pop qui se rapproche davantage de son ancienne carrière.
Son premier album chez Avex Trax : Around the World, sort le 12 octobre 2005. Le succès n'est pas vraiment au rendez-vous, seules 35 000 copies sont écoulées la première semaine, concurrencée par Kumi Kōda qui commercialise son premier best-of quelques semaines avant. Cependant, l'album reçoit de bonnes critiques et connaît un succès populaire suffisamment important pour permettre à l'artiste de faire une tournée de trois dates pour le promouvoir.
Sa tournée à peine terminée, Ami enchaîne avec son 5e single : Little Crystal. Malgré une qualité homogène, il ne semble pas intéresser le public. Son 6e single Fantastic, ainsi que le DVD de son concert Suzuki Ami Around the World - Live house tour 2005 sortent le 8 février 2006. Elle sort son 7e single Alright! le 17 mai 2006. C'est un titre entraînant, pour l'arrivée de l'été. Son 8e single Like a Love? est annoncé pour le 26 juillet 2006. Like A Love attire un peu l'attention des médias car elle est composée par Ai Ōtsuka, autre artiste à succès d'Avex Trax. Mais le single est un échec au moment de sa sortie, 23e dans le classement.

### Nouveau retour (2007)
Après une pause de quelques mois, Ami reprend ses activités musicales entre février et mars 2007, sortant à une semaine d'intervalle trois singles en édition limitées réunis sous le concept Ami joins.. : O.K. Funky God (avec Buffalo Daughter), Peace Otodoke!! (avec THC!!) et Sore mo Kitto Shiawase (avec Kirinji). Ces trois chansons sont suivies par le deuxième album d'Ami sous Avex Trax : Connetta. Deux autres singles et un album sortent encore dans le cadre de ce projet collaboratif, qui s'arrète début 2008, la chanteuse reprenant alors ses sorties de disques sous son seul nom.
À partir de 2007, elle commence aussi à tourner régulièrement dans des drama, après une première expérience en 2000. Après avoir joué dans le film Rainbow Song en 2006, elle interprète en 2007 l'un des rôles principaux du film d'horreur XX (X Cross) -Makyo Densetsu- et d'un téléfilm adapté du manga The Skull Man.

### Supreme Showet DJ (2008–2011)
En 2008, Suzuki célèbre son vingtième anniversaire dans l'industrie musicale, collaborant de nouveau avec le producteur Yasutaka Nakata. À cette occasion, le premier single One ,est publié le 2 juillet 2008. Il atteint la 17e place de l'Oricon,. Pendant la release-party du single le 5 juillet, Suzuki lance officiellement sa carrière de DJ, et joue en direct avec Nakata. Le deuxième single anniversaire, inttiulé Can't Stop the Disco, est publié le 24 septembre 2008. Ce même mois, Suzuki devient la protagoniste principale de Kokoro no Kakera avec Yu-ki du groupe TRF. Son dixième album anniversaire, Supreme Show et publié le 12 novembre 2008. Il est entièrement produit par Yasutaka Nakata.
Son 28e single, Reincarnation, produit par Taku Takahashi de M-Flo, est publié le 25 février 2009. Entre le 27 septembre et le 9 août 2009, Suzuki joue sa deuxième pièce musicale, Blood Brothers. Suzuki enregistre un morceau baptisé Kiss Kiss Kiss, une reprise d'Ananda Project qui apparait dans la compilation de House Nation, Aquamarine, le 5 août. En 2010, sa reprise du morceau à succès Can't Get You Out of My Head de Kylie Minogueest incluse dans la compilation Tokyo Girls Collection 10th Anniversary Runway Anthem. En août 2011, Suzuki s'associe avec son ancien producteur, Tetsuya Komuro; pour la première fois en disant, s'occupant des morceaux vocaux de la chanson Thx A Lot. En septembre 2010, elle fait la rencontre de Komuro pour un enregistrement en studio à Los Angeles.
Le 9 février 2011, le concert de ses 29 ans est diffusé en live sur le site web Nico Nico Douga. En mars 2011, après le tsunami et le séisme qui ont frappé le Japon, Suzuki se joint à une campagne de dons "Show Your Heart pour les victimes. Le 27 juillet 2011, une nouvelle version de son premier single, Love the Island, est publiée en collaboration avec la marque de vêtements Resoxy.

### Snow Ring(depuis 2012)
En 2012, Suzuki lance une série de soirées baptisée Who's Shining??, auxquelles elle mixe. Plusieurs artistes participent aux soirées Who's Shining? comme Genki Rockets et May's. Elle se consacre aussi aux festivités et aux diners pour ses soirées,. En septembre 2012, elle participe à la pièce musicale Hashire Melos avec Ryuichi Kawamura, Hikaru Genji, Izam et Nami Tamaki. Cette année, Suzuki tente de se mettre à la mode. En juillet, elle sort des protections pour iPhone.
Le 2 juin 2014, Suzuki annonce un nouveau single intitulé Graduation, produit par Tetsuya Komuro. Le moreau sort le 4 juin.

## Vie privée
Le 1er juillet 2016, Suzuki épouse une personne non liée à l'industrie,. Elle donne naissance à un garçon le 12 janvier 2017.

## Discographie

### Albums studio
- 1999 : SA (25 mars 1999, Sony Music)
- 2000 : Infinity Eighteen Vol.1 (9 février 2000)
- 2000 : Infinity Eighteen Vol.2 (26 avril 2000)
- 2005 : Around the World (12 octobre 2005)
- 2007 : Connetta (21 mars 2007)
- 2008 : Dolce (6 février 2008)
- 2008 : Supreme Show (12 novembre 2008)
- 2010 : Blooming (21 juillet 2010, sous DJ Ami Suzuki)

### Compilation
- 2001 : Fun for Fan (30 mai 2001)
- 2011 : Ami Selection (7 décembre 2011, sous DJ Ami Suzuki)

### Coffret
- 2005 : Bazooka 17 (7 septembre 2005) (intégrale 1999-2001 albums + DVD)

### Singles
- 1998 : Love the Island (1er juillet 1998, Sony Music)
- 1998 : Alone in My Room (17 septembre 1998, Sony Music)
- 1998 : All Night Long (5 novembre 1998, Sony Music)
- 1998 :  White Key (16 décembre 1998, Sony Music)
- 1999 : Nothing Without You (17 février 1999, Sony Music)
- 1999 : Don't Leave Me Behind/Silent Stream (17 mars 1999, Sony Music)
- 1999 : Be Together (14 juillet 1999, Sony Music)
- 1999 :  Our Days (29 septembre 1999, Sony Music)
- 1999 : Happy New Millennium (22 décembre 1999, Sony Music)
- 2000 : Don't Need to Say Good Bye (26 janvier 2000, Sony Music)
- 2000 : Thank You 4 Every Day Every Body (12 avril 2000, Sony Music)
- 2000 : Reality / Dancin' in Hip-Hop (27 septembre 2000, Sony Music)
- 2004 : Tsuyoi Kizuna (21 avril 2004, Amity)
- 2004 : Forever Love (11 août 2004, Amity)
- 2005 : Delightful (24 mars 2005, Avex Trax)
- 2005 : Eventful (25 mai 2005, Avex Trax)
- 2005 : Negaigoto (17 août 2005, Avex Trax)
- 2005 : Around the World (12 octobre 2005, Avex Trax)
- 2005 : Happiness is... (distribution limitée) (9 novembre 2005, Avex Trax)
- 2005 : Little Crystal (7 décembre 2005, Avex Trax)
- 2006 : Fantastic (8 février 2006, Avex Trax)
- 2006 : Alright! (17 mai 2006, Avex Trax)
- 2006 : Like a Love? (26 juillet 2006, Avex Trax)
- 2007 : O.K. Funky God (par Ami Suzuki joins Buffalo Daughter) (28 février 2007, Avex Trax)
- 2007 : Peace Otodoke!! (par Ami Suzuki joins THC!!) (7 mars 2007, Avex Trax)
- 2007 : Sore mo Kitto Shiawase (par Ami Suzuki joins Kirinji) (14 mars 2007, Avex Trax)
- 2007 : Free Free / Super Music Maker (par Ami Suzuki et Yasutaka Nakata) (22 août 2007, Avex Trax)
- 2007 : Potential Breakup Song (par Ami Suzuki et Aly & AJ) (28 novembre 2007, Avex Trax)
- 2008 : One (2 juillet 2008, Avex Trax)
- 2008 : Can't Stop the Disco (24 septembre 2008, Avex Trax)
- 2009 : Reincarnation (25 février 2009, Avex Trax)
- 2009 : Kiss Kiss Kiss (28 octobre 2009, Avex Trax)

### Singles numériques
- 2005 : Hopeful (9 février 2005) (remixé sur l'album Around the World)
- 2005 : For Yourself (25 juin 2005) (sur l'album Around the World)
- 2011 : Love the Island (new ver.) (21 juillet 2011) (sur l'album Ami Selection)
- 2011 : Future (7 décembre 2011) (sur l'album Snow Ring)
- 2014 : Graduation (4 juin 2014)

### EP et autres
- 2006 : AMIx WORLD  (29 mars 2006, album remix)
- 2013 : Snow Ring (6 février 2013)
- 2014 : Ami Suzuki Best Collection (19 novembre 2014) (numérique)

## Filmographie

### Films
- Rainbow Song (2006)
- X-Cross ou XX (ekusu kurosu) -Makyo Densetsu- (2007)

### Séries
- Fukaku Mogure -Hakkenden 2001- (2000)
- Skull Man (2007)
- Magnolia no Hana no Shitade (2007)
- Itsumo Kimochi ni Switch wo (2007)
- Love Letter (2008)
- Oishii Depachika (2008)
- Ohitorisama (2009)

## Ouvrages
- AmiGo, 1999
- Amix, 2000
- Ami '02 Natsu, 2002
- Ami Book, 2003
- Tsuyoi Kizuna, 2004